# Deutsche Schillerstiftung
La Deutsche Schillerstiftung, con sede a Weimar, è la più antica fondazione privata per l'assistenza di scrittori in Germania, fondata nel 1855. È stata rifondata nel 1995 come Deutsche Schillerstiftung von 1859. Presenta diversi premi e riconoscimenti per la realizzazione letteraria. La fondazione ha assistito scrittori in emergenze finanziarie o che hanno bisogno di sostegno.
Dalla sua fondazione nel 1855, la Schiller Foundation tedesca ha sostenuto con oltre 3.000 scrittori. Ecco una piccola selezione:
Peter Altenberg, Johannes R. Becher, Helene Böhlau, Theodor Däubler, Max Dauthendey, Richard Dehmel, Albert Ehrenstein, Herbert Eulenberg, Gustav Falke, Ludwig Feuerbach, Theodor Fontane, Leonhard Frank, Ferdinand Freiligrath, Reinhard Goering, Jakob Haringer, Georg Herwegh, Sophie Hoechstetter, Arno Holz, Ricarda Huch, Peter Huchel, Hans Henny Jahnn, Sarah Kirsch, Friederike Henriette Kraze, Isolde Kurz, Else Lasker-Schüler, Moritz Lazarus, Heinrich Lersch, Detlev von Liliencron, Agnes Miegel, Eduard Mörike, Wilhelm Raabe, Brigitte Reimann, Rainer Maria Rilke, Joachim Ringelnatz, Peter Rosegger, Ferdinand von Saar, Paul Scheerbart, Leopold Schefer, Johannes Schlaf, Wilhelm Schmidtbonn, Ina Seidel, Adalbert Stifter, Lulu von Strauß und Torney, Christian Wagner, Christoph Wieprecht, Ottilie Wildermuth, Paul Zech.